# Microregione di Parauapebas
La Microregione di Parauapebas è una microregione dello Stato del Pará in Brasile, appartenente alla mesoregione di Sudeste Paraense.

## Comuni
Comprende 5 comuni:
- Água Azul do Norte
- Canaã dos Carajás
- Curionópolis
- Eldorado do Carajás
- Parauapebas